# Liste der Generalsuperioren der Gesellschaft des Göttlichen Wortes
Dieser Artikel listet chronologisch die Generalsuperioren der Steyler Missionare auf. Der Generalsuperior des katholischen Missionsordens der Steyler Missionare (Societas Verbi Divini, Ordenskürzel  SVD; deutsch: Gesellschaft des Göttlichen Worts), auch General genannt, ist der Leiter der internationalen Ordensgemeinschaft. Er leitet den Orden gemeinsam mit dem gewählten Generalrat. Sitz der Ordensleitung ist das Generalat im Collegio del Verbo Divino (‚Kolleg des göttlichen Wortes‘) nahe der Porta San Paoloin Rom.
Das Amt steht in der Nachfolge des Ordensgründers, des heiligen Arnold Janssen. Sein 12. Nachfolger ist der seit 2024 amtierende Pater Anselmo Ricardo Ribeiro SVD aus Brasilien.
Die Jahreszahlen hinter den Namen bezeichnen die Amtszeit.

## Generalsuperioren
- Arnold Janssen (1875–1909)
- Nikolaus Blum (1909–1919)
- Wilhelm Gier (1920–1932)
- Josef Grendel (1932–1947)
- Alois Große Kappenberg (1947–1957)
- Johannes Schütte (1958–1967)
- John Musinsky (1967–1977)
- Heinrich Heekeren (1977–1988)
- Heinrich Barlage (1988–2000)
- Antonio M. Pernia (2000–2012)
- Heinz Kulüke (2012–2018)
- Paulus Budi Kleden (2018–2024)[3]
- Anselmo Ricardo Ribeiro (seit 2024)